# Li Xiannian
Li Xiannian (Hong'an, 23. lipnja 1905. ili 1909. – Peking, 21. lipnja 1992.), bivši predsjednik Narodne Republike Kine. Jedan od kineskih vođa s najdužim stažom u vodstvu Komunističke stranke Kine. U Politbiro stranke ušao je 1956. godine i zadržao se na vodećim pozicijama sve do svoje smrti 1992. godine. Bio je ministar financija 13 godina, potpredsjednik vlade 26 godina, član Politbiroa 32 godine, 5 godina predsjednik NR Kine i pet godina predsjednik Kineske narodne političko-savjetodavne konferencije. Imao je važnu ulogu u reformiranju Kine u osamdesetima nakon smrti Mao Ce-tunga. Bio je jedan od najutjecajnijih komunističkih lidera u Kini. S Deng Xiaopingom vodio je procese gospodarskog oporavka zemlje nakon sloma Kulturne revolucije. Smatra se najzaslužnijim za veliki politički uspjeh Jiang Zemina krajem osamdesetih. Umro je 21. lipnja 1992. godine, dva dana prije svog 83. rođendana. U Kini je poznat kao "Izvanredan vođa stranke i države, nepokolebljivi marksistički i komunistički borac". Taj prestižni naziv kineski komunisti uglavnom dodjeljuju vođama iz sedamdesetih i osamdesetih godina zbog velikih ratnih i političkih zasluga.